# Eupithecia vasta
Eupithecia vasta là một loài bướm đêm trong họ Geometridae.